# Jupiter Inlet Colony
Jupiter Inlet Colony é uma vila localizada no estado americano da Flórida, no condado de Palm Beach. Foi incorporada em 1959.

## Geografia
De acordo com o United States Census Bureau, a cidade tem uma área de 0,5 km², onde 0,4 km² estão cobertos por terra e 0,1 km² por água.

### Localidades na vizinhança
O diagrama seguinte representa as localidades num raio de 16 km ao redor de Jupiter Inlet Colony.

## Demografia
Segundo o censo nacional de 2010, a sua população é de 400 habitantes e sua densidade populacional é de 908,5 hab/km². Possui 236 residências, que resulta em uma densidade de 536 residências/km².